# Maude Delap
Maude Jane Delap (* 7. Dezember 1866 in Templecrone, County Donegal; † 23. Juli 1953 auf Valentia Island, County Kerry) war eine autodidaktische Meeresbiologin. Sie wurde bekannt als erste Person, die Quallen in Gefangenschaft züchtete und deren Lebenszyklus beobachtete.

## Biographie
Maude Delap wurde im Pfarrhaus von Templecrone geboren, als siebtes von insgesamt zehn Kindern von Anna Jane (geborene Goslett) und von Reverend Alexander Delap. 1874, als Maude acht Jahre alt war, zog die Familie auf das abgelegene Valentia Island im äußersten Südwesten von Irland, wo der Vater Rektor der Insel sowie von Cahersiveen wurde. Maude und ihre Schwestern erhielten – im Gegensatz zu ihren vier Brüdern – kaum schulische Ausbildung. Der Vater, der selbst im Irish Naturalist und anderen Zeitschriften kleine Artikel veröffentlichte, förderte allerdings das Interesse von Maude und ihrer Schwester Constance an Zoologie und Biologie.

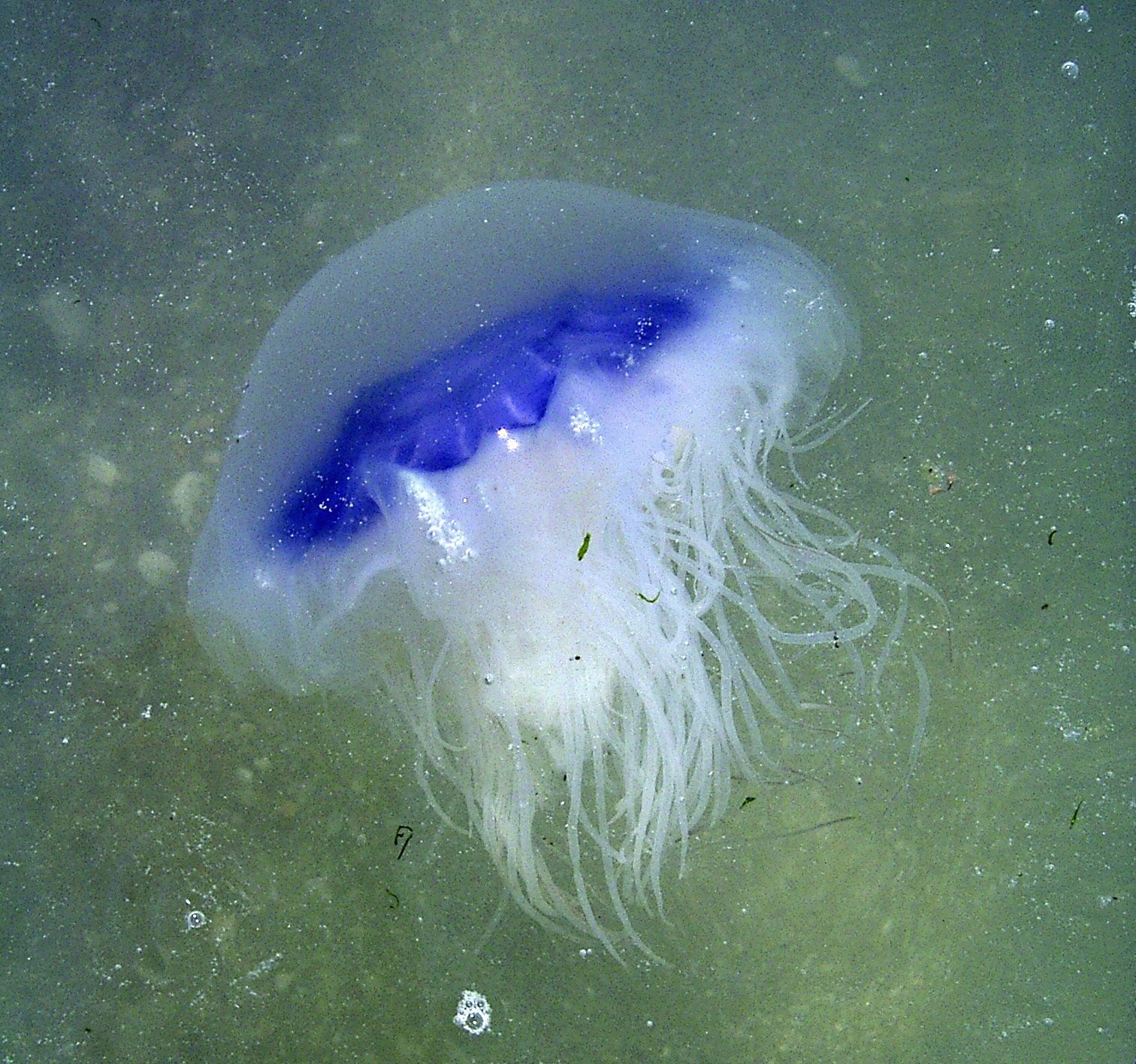
Blaue Nesselqualle (Cyanea lamarckii)

Maude und Constance Delap waren fleißige Sammlerinnen von marinen Präparaten. 1895 und 1896 führten acht Wissenschaftler der Royal Irish Academy unter der Leitung von Edward T. Browne vom University College London eine Erhebung der Arten auf Valentia Island durch (Vorläufer der Clare Island Survey), mit aktiver Unterstützung der Delap-Schwestern. Ihre Verdienste um die Erhebung wurden in den Proceedings der Royal Irish Academy gewürdigt. Maude Delap soll in Browne verliebt gewesen sein. Bis zu seinem Tod im Jahr 1937 korrespondierte sie mit ihm und sandte ihm Präparate sowie Zeichnungen, aber auch jährlich zum Geburtstag Veilchen.
Im Anschluss an dieses Projekt sammelten die Schwestern weitere Proben mit Schleppnetzen von einem offenen Boot aus, das sie selbst ruderten. Sie machten Aufzeichnungen der Meerestemperaturen und von Veränderungen im Meer. Nach Abschluss dieser Untersuchungen veröffentlichten die Schwestern zwei weitere Arbeiten über das Plankton des Hafens von Valentia für die Zeiträume 1899 bis 1901 und 1902 bis 1905. Bis zum Tod von Browne im Jahr 1973 korrespondierte Maude Delap mit ihm und sandte ihm Präparate sowie Zeichnungen.
Maude Delap interessierte sich zunehmend für den Lebenszyklus verschiedener Quallenarten und war die erste Person, die sie in ihrem Heimlabor in selbstgebauten Aquarien erfolgreich züchtete. Sie züchtete Chrysaora isosceles und Cyanea lamarckii in Glasglocken und publizierte ihre Erkenntnisse zu Fortpflanzung und Ernährung der Quallen. Dank ihrer Pionierarbeit gelang es, die verschiedenen Lebenszyklusstadien (Medusa und Hydra) verschiedener Arten zu identifizieren.
Als Maude Delap 40 Jahre alt war, wurde ihr eine Stelle im Plymouth Marine Biological Station angeboten, die sie ablehnte. Grund dafür soll die Reaktion ihres Vaters gewesen sein, der mit den Worten zitiert wurde: „Keine Tochter von mir wird mein Haus verlassen, es sei denn als verheiratete Frau.“ Vermutet wird aber auch, dass sie nach Jahrzehnten auf einer abgeschiedenen Insel den Schritt weg von zu Hause und von ihrer Familie scheute.
Das Interesse von Delap für Flora und Fauna hielt aber an. In den Zwischenkriegsjahren war sie die offizielle Aufzeichnerin von Walstrandungen im Südwesten Irlands für eine Studie, die von Francis Charles Fraser vom British Museum durchgeführt wurde. So identifizierte sie einen True-Wal, der auf der Insel angespült worden war. Dabei handelte es sich um eine Walart, die zuvor nur als unvollständiges Exemplar aus den Vereinigten Staaten bekannt war. Zwischen 1901 und 1924 veröffentlichte sie über 15 Artikel in Zeitschriften und Magazinen wie dem Irish Naturalist, dem Kerry Archaeological Magazine und Fisheries Ireland.
Nach dem Tod des Vaters im Jahre 1906 zog Maude Delap mit ihrer Mutter und zwei Schwestern nach Reenellen House in Knightstown. Ihr dortiges Labor, „department“ genannt, beschrieb ihr Großneffe, Peter Delap, als „heroisches Durcheinander von Büchern, Präparaten, Aquarien, mit einem durchdringenden Geruch nach Ebbe“. Neben ihren maritimen Studien galt Delap als hervorragende Gärtnerin, die ihre Familie mit Gemüse versorgte und ihr Einkommen durch den Anbau und Verkauf von Gladiolen und Lilien aufbesserte. Sie und ihre Schwestern, die weiterhin viktorianisch lange Röcke trugen, waren auf der Insel hoch angesehen, da sie unter anderem halfen, das örtliche Cottage Hospital und eine Fischerhalle zu betreiben. Eine Nachbarin erinnerte sich: „Auf unserer Insel waren alte Jungfern schon immer Gegenstand von scharfem Spott, aber Jungfern, die mit den vorderen Augen, Papillen, Drüsen, Schädeln oder anderen Furchen von pelagischen Krustentieren kokettierten, hielten sich die Männer damit zurück, Spitznamen für sie zu erfinden.“
Maude Delap starb im Juli 1953 im Alter von 86 Jahren. Ihre Schwestern, mit denen sie zusammengelebt hatte, waren vor ihr verstorben, und sie wurde neben ihnen in der Nähe von Knightstown auf Valentia Island beigesetzt. Präparate von ihr befinden sich in den Sammlungen des Natural History Museum in Dublin. Im hohen Alter war Delap nicht mehr in der Lage, die Quallen sachgemäß zu konservieren, so dass von ihnen nur „Gläser mit Schlamm“ zurückblieben.

## Anerkennung
Zu ihren von Maude Delap wurde eine Seeanemone Edwardsia delapiae benannt, die sie zuerst im Seegras an den Küsten von Valentia Island gefunden und dokumentiert hatte. Diese Anemone wurde bisher nur auf Valentia Island vorgefunden. Die Namensgebung war von Thomas Alan Stephenson in seinem Buch British sea anemones vorgeschlagen worden. Im Jahr 1936 wurde sie zur Associate der Linnean Society of London ernannt.
1998 wurde auf Valentia Island eine Gedenktafel für Delap enthüllt. 2003 war Maude Delap Thema eines Kunstprojektes der irischen Künstlerin Dorothy Cross.

## Publikationen
- Browne, Edward Thomas and Delap, Maude Jane (1890) Notebooks, Drawings and Papers on Hydrozoa and Other Coelenterates from Valencia, Port Erin, Plymouth and Elsewhere
- Delap, Maude Jane (1899) Diary Recording Observations on Coelenterata and Other Marine Animals Around Valencia, Ireland